# Bisukharka
Bisukharka (nep. बिसुखर्क) – gaun wikas samiti w zachodniej części Nepalu w strefie Lumbini w dystrykcie Gulmi. Według nepalskiego spisu powszechnego z 2001 roku liczył on 531 gospodarstw domowych i 2740 mieszkańców (1558 kobiet i 1182 mężczyzn).